# The Killing (serie de televisión)
The Killing es una serie de televisión estadounidense de género policíaco basada en la serie de televisión danesa Forbrydelsen (Crimen, en danés). Desarrollada por Veena Sud y producida por Fox Television Studios y Fuse Entertainment, la primera temporada de la serie constó de 13 episodios de una hora de duración. Fue estrenada en la cadena por cable AMC, el 3 de abril de 2011, con un episodio de dos horas. El 13 de junio de 2011, AMC encargó una segunda temporada de 13 episodios que se estrenó el 1 de abril de 2012 con un episodio de dos horas. AMC anunció el 27 de julio de 2012 que no renovaría a la serie para una tercera temporada. Sin embargo, el 15 de enero de 2013, AMC y Fox Television Studios anunciaron que la serie había sido renovada para una tercera temporada de 12 episodios. La tercera temporada se estrenó el 2 de junio y concluyó el 4 de agosto de 2013.
El 15 de noviembre de 2013 Netflix encargó una cuarta temporada dos meses después de que fuera cancelada por segunda vez y su estreno se produjo el 1 de agosto de 2014.

## Personajes

### Protagonistas
| Mireille Enos      | Sarah Linden    | Protagonista | Protagonista | Protagonista | Protagonista |  |  |  |
| Joel Kinnaman      | Stephen Holder  | Protagonista | Protagonista | Protagonista | Protagonista |  |  |  |
| Liam James         | Jack Linden     | Protagonista | Protagonista | Invitado     | Recurrente   |  |  |  |
| Billy Campbell     | Darren Richmond | Protagonista | Protagonista |              | Invitado     |  |  |  |
| Michelle Forbes    | Mitch Larsen    | Protagonista | Protagonista |              |              |  |  |  |
| Brent Sexton       | Stan Larsen     | Protagonista | Protagonista |              |              |  |  |  |
| Kristin Lehman     | Gwen Eaton      | Protagonista | Protagonista |              |              |  |  |  |
| Eric Ladin         | Jamie Wright    | Protagonista | Protagonista |              |              |  |  |  |
| Jamie Anne Allman  | Terry Marek     | Protagonista | Protagonista |              |              |  |  |  |
| Brendan Sexton III | Belko Royce     | Protagonista | Invitado     |              |              |  |  |  |
| Annie Corley       | Regi Darnell    | Protagonista | Invitada     | Invitada     | Invitada     |  |  |  |
| Peter Sarsgaard    | Ray Seward      |              |              | Protagonista |              |  |  |  |
| Elias Koteas       | James Skinner   |              |              | Protagonista |              |  |  |  |
| Hugh Dillon        | Francis Becker  |              |              | Protagonista |              |  |  |  |
| Amy Seimetz        | Danette Leeds   |              |              | Protagonista | Invitada     |  |  |  |
| Bex Taylor-Klaus   | Bullet          |              |              | Protagonista |              |  |  |  |
| Julia Sarah Stone  | Lyric           |              |              | Protagonista |              |  |  |  |
| Max Fowler         | Twitch          |              |              | Protagonista |              |  |  |  |
| Tyler Ross         | Kyle Stansbury  |              |              |              | Protagonista |  |  |  |
| Sterling Beaumon   | Lincoln Knopf   |              |              |              | Protagonista |  |  |  |
| Levi Meaden        | AJ Fielding     |              |              |              | Protagonista |  |  |  |
| Joan Allen         | Margaret Rayne  |              |              |              | Protagonista |  |  |  |

### Secundarios
- Katie Findlay como Rosie Larsen, la adolescente encontrada muerta.
- Brandon Jay McLaren como Bennet Ahmed, un profesor del colegio de Rosie.
- Callum Keith Rennie como Rick Felder, el novio de Sarah.
- Kacey Rohl como Sterling Fitch, la mejor amiga de Rosie.
- Ashley Johnson como Amber Ahmed, la esposa de Bennet Ahmed.
- Garry Chalk como teniente Michael Oakes, el jefe de los detectives.
- Tom Butler como Lesley Adams, el alcalde.
- Alan Dale como Senator Eaton, el padre de Gwen.
- Gregg Henry como Carl Reddick, el compañero de Holder en la tercera temporada.
- Aaron Douglas como Evan Henderson, un guardia del corredor de la muerte (3ª temporada).
- Ryan Robbins como Joe Mills, novio de Danette y primer sospechoso del caso (3ª temporada).
- Ben Cotton como el Pastor Mike, regenta Beacon Home, un refugio para adolescente sin hogar (3ª temporada).
- Nicholas Lea como Dale Daniel Shannon, un recluso del corredor de la muerte (3ª temporada).
- Jewel Staite como Caroline Swift, novia de Holder y Asistente del fiscal (3ª y 4ª temporada).
- Cate Sproule como Kallie Leeds, una joven sin hogar desaparecida (3ª temporada).
- Andrew Jenkins como Cody, compañero de trabajo de Sarah en el ferry (3ª temporada).

## Argumento
La detective Sarah Linden trabaja su última jornada en Seattle antes de retirarse. Ha planeado dejar la ciudad esa misma tarde para viajar, junto a su hijo Jack, a Sonoma para reunirse con su prometido. El detective Stephen Holder está preparado para tomar su lugar pero, antes de irse, Sarah responde a una llamada de una patrulla que encontró un suéter ensangrentado en un campo perteneciente a la joven desaparecida Rosie Larsen. El cadáver de Rosie es hallado, al fondo de un lago, dentro del maletero  de un automóvil a nombre del comité de campaña para la alcaldía del concejal Darren Richmond. Sarah decide retrasar su viaje por lo que espera sean unos pocos días.

### Primera temporada (2011)
La primera temporada abarca las primeras dos semanas de la investigación y desarrolla tres historias: la investigación policial del asesinato de Rosie, los intentos de su familia de superar su dolor y los acontecimientos que rodean la campaña electoral que se relacionan con el caso.

### Segunda temporada (2012)
La segunda temporada se estrenó el 1 de abril de 2012 con un episodio de dos horas. En enero de 2012, la creadora de la serie Veena Sud afirmó que el asesino de Rosie Larsen no sería revelado hasta el final de la segunda temporada. Esta temporada trata la reanudación de la investigación del crimen y revela secretos de la familia Larsen, así como una posible conspiración dentro de la campaña electoral y el departamento policial de Seattle. El caso del asesinato de Rosie Larsen se cierra con el descubrimiento de los implicados.

### Tercera temporada (2013)
Un año después del caso de Rosie Larsen, Stephen Holder investiga el caso de una chica desaparecida y descubre una serie de asesinatos conectados con la investigación de un caso de asesinato anterior investigado por Sara Linden. Linden, que ya no es una detective en activo, tiene que retomar su carrera e investigar un caso que había dejado atrás.

### Cuarta temporada (2014)
En noviembre de 2013, dos meses después de su cancelación, Netflix anunció que había recuperado The Killing para una cuarta y última temporada de seis episodios la cual estrenó el 1 de agosto de 2014.

## Temporadas
| Temporada | Temporada | Episodios | Primera emisión        | Primera emisión     | Lanzamiento en DVD y Blu-ray | Lanzamiento en DVD y Blu-ray | Lanzamiento en DVD y Blu-ray |
| Temporada | Temporada | Episodios | Principio de temporada | Final de temporada  | Región 1                     | Región 2                     | Región 4                     |
| --------- | --------- | --------- | ---------------------- | ------------------- | ---------------------------- | ---------------------------- | ---------------------------- |
|           | 1         | 13        | 3 de abril de 2011     | 19 de junio de 2011 | 13 de marzo de 2012          | 26 de septiembre de 2011     | 7 de marzo de 2012           |
|           | 2         | 13        | 1 de abril de 2012     | 17 de junio de 2012 | 2 de abril de 2013           | —                            | —                            |
|           | 3         | 12        | 2 de junio de 2013     | 4 de agosto de 2013 | —                            | —                            | —                            |
|           | 4         | 6         | 1 de agosto de 2014    | 1 de agosto de 2014 | —                            | —                            | —                            |

## Críticas

### Primera temporada
El estreno de la serie fue recibido con entusiasmo por la crítica obteniendo una puntuación de 84/100 en Metacritic. Tim Goodman de The Hollywood Reporter realizó una reseña positiva calificándola de "excelente, absorbente y adictiva. Cuando termina cada episodio, deseas que llegue el siguiente. Una marca característica de los grandes dramas." Goodman también alabó la actuación de Mireille Enos en el papel de Sarah Linden afirmando "no te atrapa hasta que ves como Enos encarna a Sarah, probablemente no ha habido nunca un personaje estadounidense así."
Los episodios siguientes, sin embargo, no fueron tan bien acogidos, criticando que la serie recurriera a implausibles pistas falsas para mantener la atención en cada episodio. El final de la primera temporada fue valorado negativamente por algunos críticos, Los Angeles Times lo consideró "unos de los finales más frustrantes de la historia de la televisión".

### Segunda temporada
Los primeros episodios de la temporada recibieron en general críticas positivas. Sepinwall afirmó: «Me gustaría decir que la segunda temporada de The Killing mejora con respecto a la primera, y seguramente es así. La segunda temporada cumple mejor los fines que Veena Sud decía perseguir el año anterior tomándose más tiempo para profundizar en los personajes».
La serie fue comparada por su temática con Twin Peaks: «En "The killing" hay algo de "Twin Peaks" (David Lynch), o de "El silencio de los corderos". Es difícil encontrar nada, en cambio, de otras series de policías. No hay una maldad fácil, sino pasados con sombras. No hay frases-sentencia, sino complejidad humana, mientras se deshila la madeja del asesinato de una adolescente».

### Tercera temporada
Las primeras críticas de la temporada fueron en general positivas, alcanzando un 69 sobre 100, basado en 22 opiniones, en Metacritic. 
Linda Stasi del New York Post elogió el estreno y se centró en las historias de los fugitivos diciendo: «Estos niños son tan fuertes, sucios e indefensos, pero de alguna manera tan llenos de esperanzas, que te romperán el corazón.  El hecho de que alguien por ahí los esté matando te implicará en la historia». Verne Gay de Newsday resaltó los valores artísticos de la temporada, afirmando que «todo lo que a los aficionados nos encantó en la primera temporada ha vuelto. La lluvia, la oscuridad, la sensación generalizada de fatalidad... los colores, o la falta de ellos; los rojos y verdes diluidos, manchados por tonos oscuros de gris y marrón... Empiezas a pensar que esto no es un programa de televisión sino la paleta de un artista seriamente deprimido».